# محمدسعید مهدوی کنی
'محمدسعید مهدوی کنی روحانی شیعه ایرانی، استاد و رئیس پیشین دانشگاه امام صادق است. او که فرزند محمدرضا مهدوی کنی است پس از درگذشت وی با حکم سید علی خامنه‌ای به عنوان عضو هیئت امنای جامعه الامام صادق انتخاب شد و پس از انتخاب توسط آملی لاریجانی به عنوان رئیس، تا سال ۱۳۹۷ رئیس  دانشگاه امام صادق بود. وی از آبان ۱۳۹۵ عضو شورای مرکزی جامعه روحانیت مبارز شد

## تحصیلات
محمد سعید مهدوی‌کنی دوره تحصیل خود را در مدرسه علوی تهران گذارند و دیپلم خود را در رشته ریاضی فیزیک اخذ کرد.
وی از پایان نامه کارشناسی ارشد معارف اسلامی و تبلیغ خود در دانشگاه امام صادق با موضوع مفهوم غنا از دیدگاه فقهای شیعه دفاع کرد.
او به همراه حسام الدین آشنا، ناصر باهنر، ابراهیم فیاض، حسین رضی، پیمان جبلی و محمد هادی همایون از اولین دوره دانش آموختگان دوره دکتری رشته فرهنگ و ارتباطات دانشگاه امام صادق بود که رساله دکتری خود را با عنوان دین و سبک زندگی دفاع کرد. این پایان نامه بعداً تبدیل به کتاب شد که در سال ۱۳۸۵ در یازدهمین دوره معرفی "پژوهش فرهنگی سال" شایسته تقدیر شناخته شد و در سال ۱۳۸۶ به عنوان برگزیده کتاب سال سازمان فرهنگی هنری شهرداری انتخاب شد.

## اساتید
علامه کرباسچیان، رضا روزبه، محمدرضا مهدوی کنی، محمدباقر باقری کنی، سید حسن سعادت مصطفوی، سید حسین سعادت مصطفوی، محمدباقر محی الدین انواری، سید احمد علم الهدی، سید علی هاشمی گلپایگانی، حمید مولانا، محسنیان راد، کاووس سید امامی از جمله استادان وی هستند.

## حضور در مجامع علمی
1. رئیس دانشگاه امام صادق از سال ۱۳۹۴ تا ۱۳۹۷
2. رئیس دانشکده معارف اسلامی و فرهنگ و ارتباطات پس از دکتر ناصر باهنر، دکتر حسن بشیر (۱۳۸۹ تا ۱۳۹۳)
3. عضو هیئت امنای دانشکده صداو سیما (۱۳۸۹)
4. عضو هیئت امنای پژوهشکده مطالعات فرهنگی و اجتماعی وزارت علوم تحقیقات و فن آوری (۱۳۸۹)
5. عضو شورای سیاستگذاری شبکه دوم سیما (۱۳۹۰ تا کنون)
6. عضو هیئت تحریریه فصلنامه دین و رسانه (۱۳۸۹ تا کنون)
7. مدیر مسئول فصلنامه علمی- پژوهشی دین و ارتباطات (۱۳۹۰ تا ۱۳۹۳)

## ریاست دانشگاه امام صادق
محمدسعید مهدوی کنی پس از تعیین هیئت امنای جدید توسط رهبر جمهوری اسلامی در ۲۹ شهریور ۱۳۹۴ از سوی هیئت امنای دانشگاه و با حکم صادق آملی لاریجانی (رئیس هیئت امنای دانشگاه) به عنوان رئیس این دانشگاه معرفی شد.
او تا ۱۷ مهر ۱۳۹۷ ریاست دانشگاه را بر عهده داشت  و پس از آن حسینعلی سعدی از طرف آملی لاریجانی به ریاست دانشگاه امام صادق منصوب شد.
در جلسه‌ای که با حضور لاریجانی در دانشگاه امام صادق برگزار شد، مسئول بسیج دانشگاه امام صادق از سیاست‌های مهدوی کنی انتقاد کرد و خواستار تغییر در روند اداره دانشگاه شد‌.

لاریجانی در جلسه تودیع و معارفه رئیس جدید و قدیم دانشگاه که در غیبت مهدوی کنی برگزار شد گفت: 
از برادر عزیز و مکرم جناب حجت‌الاسلام و المسلمین دکتر مهدوی کنی به خاطر زحمات و رنج‌هایی که در طول سالیان اخیر برای این دانشگاه متحمل شدند، صمیمانه سپاسگزارم. ایشان شخصی فاضل، اهل تقوا و دارای سلامت نفس هستند، به نحوی که همگان بر این اوصاف اقرار دارند و علاوه بر انتساب به بیت مرحوم آیت‌الله مهدوی کنی، بالاصاله باید مورد توجه مسئولان، دانشجویان و اساتید دانشگاه امام صادق (ع) باشند.

## زندگی شخصی
او با دختر سید محمدعلی شهیدی محلاتی ازدواج کرد که حاصل ازدواج آنها سه دختر به نام‌های سلما، اسما و سنا (زهرا) مهدوی کنی شد.

## آثار[۱۴]

### کتاب
- دین و سبک زندگی: مطالعه موردی شرکت‌کنندگان در جلسات مذهبی، محمدسعید مهدوی کنی، ناشر: دانشگاه امام صادق، ۱۳۸۶
- تعامل ارتباطات و دین، گروه مؤلفان، ۱۳۸۷

### مقالات
1- " جستاری در فقه ارتباطات : مفهوم غنا از دیدگاه فقهای شیعه" : فصلنامه پژوهشی دانشگاه امام صادق؛ شماره 21
2- " مفهوم سبک زندگی در علوم اجتماعی" : فصلنامه علمی پژوهشی تحقیقات فرهنگی ایران؛ سال اول شماره اول
3- "رهبری در مسجد؛ مورد مطالعه مسجد صفا": دین و ارتباطات؛ پاییز و زمستان 1391 - شماره 42
4- "دین و سبک زندگی": مطالعات سبک زندگی؛ بهار 1392 - شماره 3

### ترجمه
"ارتباط جمعی و فرهنگ" (فصل چهارم کتاب نظریه های ارتباط جمعی اثر مک کوئیل) فصلنامه رسانه، شماره60

### راهنمایی و مشاوره پایان نامه
1-امت و همبستگی فرهنگی: رویکرد هویت گرا (راهنما)
2-مطالعه تطبیقی مدل قرآنی دعوت و مفاهیم اصلی نظریات ارتباطات در طبقه بندی گریفین (راهنما)
3-مولفه های هویت دینی جوانان در ایران معاصر (دوره پس از انقلاب اسلامی) دهه سوم انقلاب مطالعه موردی : جوانان تهرانی (راهنما)
4-رهبری در مسجد: مطالعه موردی مسجد صفا (راهنما)
5-نظام آموزش و باز تولید سرمایه فرهنگی: مطالعه موردی دانشگاه امام صادق (ع) (مشاوره)
6-نوجوانان و هویت اسلامی: مقایسه برنامه تلویزیونی آستانه با برنامه درسی دینی دوره راهنمایی (مشاوره)
7-تأثیر تحولات فرهنگی بر توسعه اقتصادی (مشاوره)
8-جایگاه جابر ابن یزید جعفی در رشد شیعه در سده های نخستین (مشاوره)
9-مقایسه رویکردهای اسلامی و فمینیستی الگوهای جنسیتی سیمای ج.ا.ا (راهنما)
10-تاریخ اجتماعی مسلمانان از منظر شعرای پارسی گوی شیعه در قرن هشتم و نهم (رساله دکترا) (مشاور)
11-رویکردی اسلامی به نظریه کشش متقابل نمادین: تحلیل متنی آیات و احادیث نیت در متون اسلامی (مشاوره)
12-نقش فرهنگ دینی در اصلاح الگوی مصرف: مطالعه مورد مصرف انرژی (مشاور)

### مصاحبه های علمی
1-"فرهنگ و ارتباطات" : فصلنامه ندای صادق شماره 9
2- "تبلیغ دین در جهان معاصر" : پیام حوزه، شماره 40-39
3-"سرمایه فرهنگی" : اندیشه صادق شماره8
4-"جنگ تفکر ها" : ویژه نامه روزنامه رسالت، 16/9/1382
5-"تبلیغات و خودگردانی صداو سیما" : بولتن همایش رسانه ملی و مصرف گرایی
6-"علت رشد و کمال شیعه وجود یک نظام تعلیم و تربیتی است": نشریه موج چهارم شماره اول
7-"روحانیت، محور شبکه سازی جامعه شیعی" : فصلنامه فتیان شماره 4
8-"تربیت دینی و نظام آموزشی سکولار" : همشهری جمعه 19/7/87
9-" دین ، پژوهش، دانشگاه و حوزه" : هفته نامه شما بهمن 1387
10-"رادیو گذشته حال آینده" : سایت رادیو گفتگو : 29/2/86
11-" مد گرایی و مصرف گرایی و عوامل ترویج آن" : نشریه هم اندیشی 17/4/89
12-«دست یابی به سیاستهای اساسی در تنظیم سبک و شیوه زندگی اسلامی- ایرانی» پروژه شورای انقلاب فرهنگی (1390)